# تقرت
تُقُّرْت مدينة وبلدية جزائرية، وهي عاصمة لدائرة تقرت وولاية تقرت.تبلغ مساحتها 219 كم² وبتعداد سكاني354 611 نسمة حسب إحصائيات 2020.
تعرف تقرت لأنها عاصمة واد ريغ ومن أحد أهم الواحات في شمال الصحراء وشهدت تعاقب العديد من الحضارات التي وضعت بصمتها في التاريخ ومن أشهرالمحطات التاريخية إمارة بني جلاب التي إستمر تواجدها أكثرمن 400 سنة وإنتهت بالإحتلال الفرنسي للمنطقةعام 1854م.
وفي عام 2019م إرتقت تقرت لعاصمة ولاية تقرت بعد أن كانت تتبع ولاية ورقلة .

## جغرافيا[4]

### تضاريس
تُظهر التضاريس في 3 كيلومترات المحيطة بتقررت اختلافات طفيفة فقط في الارتفاع، مع اختلاف أقصى في الارتفاع يبلغ 38 مترًا ومتوسط ارتفاع فوق مستوى سطح البحر يبلغ 78 مترًا. في حدود 16 كيلومترًا، تظهر أيضًا اختلافات طفيفة في الارتفاع (85 مترًا). في ال 80 كيلومترًا، اختلافات طفيفة في الارتفاع فقط (259 مترًا).
المنطقة الواقعة على بعد ميلين من تقرت مغطاة بالتربة العارية (77٪) والأراضي الزراعية (12٪) ، ضمن مسافة 10 أميال بالتربة العارية (93٪) ، وضمن 80 كيلومترًا بالأرض الجرداء (99٪).

### المناخ
ترتفع تقرت عن مستوى سطح البحر ب 70 متراً وتتميز بالجفاف صيفاً، وبرودة في الشتاء.
| البيانات المناخية لـ{{{location}}} | البيانات المناخية لـ{{{location}}} | البيانات المناخية لـ{{{location}}} | البيانات المناخية لـ{{{location}}} | البيانات المناخية لـ{{{location}}} | البيانات المناخية لـ{{{location}}} | البيانات المناخية لـ{{{location}}} | البيانات المناخية لـ{{{location}}} | البيانات المناخية لـ{{{location}}} | البيانات المناخية لـ{{{location}}} | البيانات المناخية لـ{{{location}}} | البيانات المناخية لـ{{{location}}} | البيانات المناخية لـ{{{location}}} | البيانات المناخية لـ{{{location}}} |
| الشهر                              | يناير                              | فبراير                             | مارس                               | أبريل                              | مايو                               | يونيو                              | يوليو                              | أغسطس                              | سبتمبر                             | أكتوبر                             | نوفمبر                             | ديسمبر                             | المعدل السنوي                      |
| ---------------------------------- | ---------------------------------- | ---------------------------------- | ---------------------------------- | ---------------------------------- | ---------------------------------- | ---------------------------------- | ---------------------------------- | ---------------------------------- | ---------------------------------- | ---------------------------------- | ---------------------------------- | ---------------------------------- | ---------------------------------- |
| [بحاجة لمصدر]                      |                                    |                                    |                                    |                                    |                                    |                                    |                                    |                                    |                                    |                                    |                                    |                                    |                                    |

### الموقع
تقع البهجة تقرت في الجنوب الشرقي شمال ولاية ورقلة بالجمهورية الجزائرية الديمقراطية الشعبية، وتبعد تقرت عن مقر الولاية ب 160 كم وعن العاصمة ب 620 كم وعن ولاية الوادي ب 95 كم وعن ولاية بسكرة ب 220 كم.تربع تقرت على مساحة إجمالية قدرها 481 كم مربع ويقطنها حوالي 120.000 نسمة.

## تاريخها
يعود تاريخ تاسيس مدينـة تقرت إلى القرن الرابـع الميلادي في عهد مملكة نوميديا.

### دخول الإسلام
بعد دخول الإسلام إلى أرض الجزائر على يد الفاتح عقبة بن نافع945
مع التجار المسلمين حيث كانت تقرت مكان استراحة وطريق عبور لقوافل التجار وحجاج لبيت الله الحرام القادمين من المغرب والشمال. عرفت بعد ذلك تدوال الحكم الإسلامي في مختلف انظمتــه اهمها حكم بني رستم، حكم بني حماد، حكم بني حفص ثم حكم بني جلاب تحت راية الاتراك وهو أطول حكم من 1414 إلى 1854.

### حكم بني جلاب

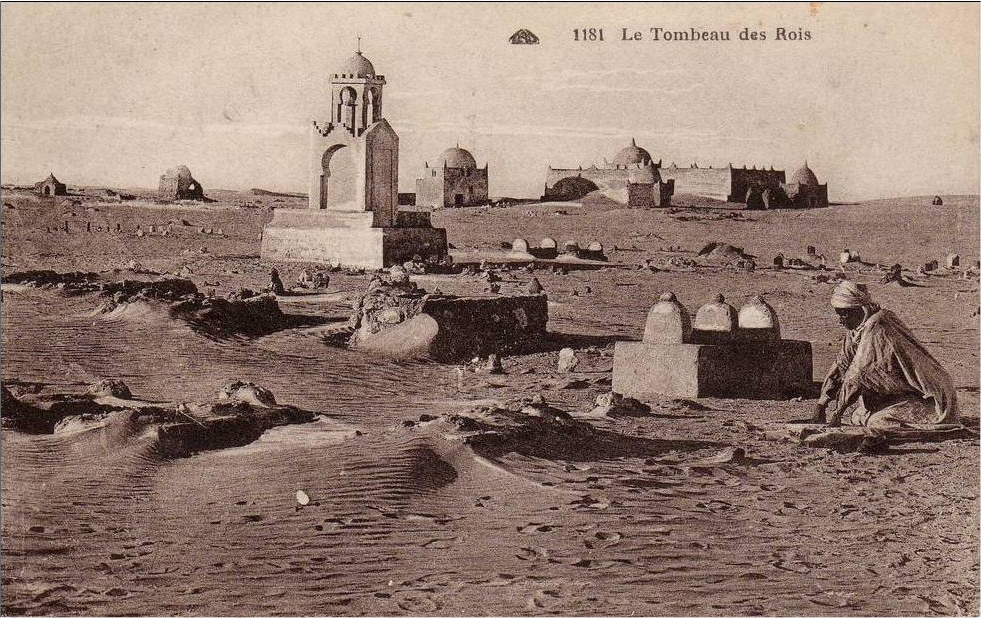
ضريح الملكين موريوس و مور بتقرت

أول شيخ جلابي تولى حكم تقرت ووداي ريغ هو الشيخ سليمان بن رجب المريني الزياني حيث تميز مشايخ بني جلاب في بدايــة عهدهم بالعدل والصلاح وحب العلم والعلماء كما اهتموا بالحرف والصناعات اليدوية ثم توسع حكمهم فتجاوز منطقــة تقرت ليمتد إلى اقليم اولاد جلال ببسكرة غربا وإلى نفطة بتونس شرقــا. اثناءالحكم الجلابي تعرضت مدينة تقرت لعدت حملات عسكرية بسبب تمرد اهالي تقرت عن الحكم التركي ورفضهم دفع الجباية ومن هذه الحملات:
- حملة صالح رايس عام 1552.
- حملة يوسف باشا عام 1646.
- حملة صالح باي الأولى عام 1783 والثانية عام 1789.
- حملة أحمد المملوك عام 1818.

### الإحتلال الفرنسي

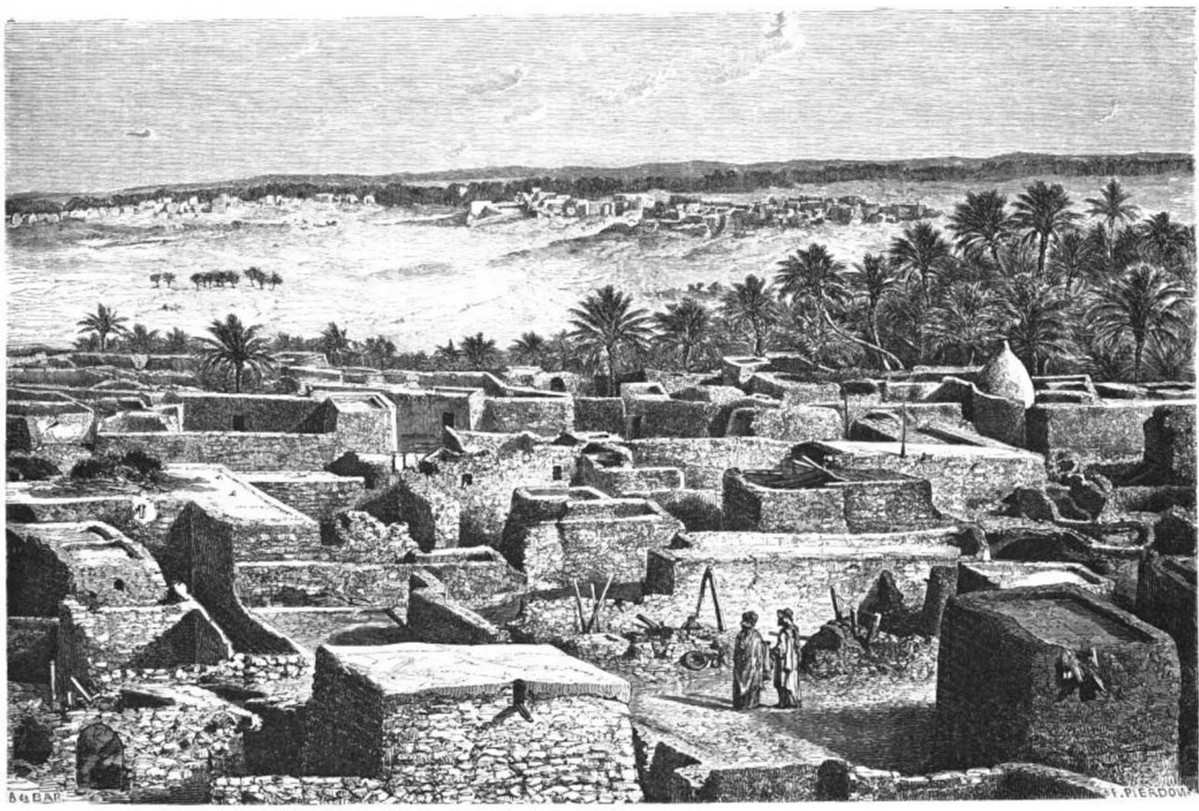
توقرت عام 1861

بعد احتلال الفرنسيين لمدينة بسكرة سنة 1844 فرض على الشيخ عبد الرحمان الجلابي ضريبة سنوية مقابل اعترافهم بسيادته على وادي ريغ ووادي سوف. في 25 جانفي 1852 هاجم سلمان الجلابي واتباعه قصر تقرت وقضوا على عبد الرحمان الموالي للفرنسسين واستولى على المشيخة وشكل مع الثائر محمد بن عبد الله حلفا مضادا للفرنسسسين الغزاة وفي 15 نوفمبر 1854 توجهت نحو تقرت قوات فرنسية كبيرة بقيادة الرائد مارمير وبحلولها أرض تقرت وقعت مقاومة عنيفة في 27 نوفمبر 1854 من طرف اهالي تقرت بقيادة الشيخ سلمان الجلابي وبمعاونة فرسان محمد بن عبد الله معركة المقارين بعد مقاومة عنيفة وحصار المدينة لايام عديدة اخضعت تقرت للاحتلال الفرنسي حيث دخلتها فرنسا في 05 ديسمبر 1854 تحت قيادة الجنرال دتفوا ونصب على حكمها ابن عم سلمان المدعو عبد القادر الجلابي والذي جعل تحت وصاية أحمد بن الحاج بن قانة.
بعد الاستلاء على مدينة تقرت انتهز الفرنسيون انسحاب الثائر محمد بن عبد الله إلى ورقلة والشيخ سلمان إلى الجريد التونسي ليواصلوا زحفهم نحو الجنوب باتجاه ورقلة وعين صالح.
لما قامت ثورة المقراني امتد اثرها إلى الجنوب على يد محمد بن التومي بوشوشة الذي حل بتقرت مدعما بتابيد بوشمال بن قوبي بن عنر شيخ النزلة والحاج أحمد طرابلسي شيخ المجاهرية مولات فدخل تقرت في 13 ماي 1871 ونكل بانصار علي باي وقتل منهم الكثير كما قضي على الفرقة الفرتسية المرابطة على مدينة تقرت

### الثورة التحريرية
قبل اندلاع ثورة نوفمبر 1954 ظهرت حركات وطنية عديدة استطاعت ان تتمركز في المنطقة.
في بداية الخمسينات تمكنت القوات الفرنسية من ايقاف قادة ومناضلوا الشعب الجزائري بتقرت بعد إعادة تنظيم الثورة بمؤتمر الصومام في 1956 الحقت منطقة تقرت بالمنطقة الخامسة للولاية السادسة وبالرغم من صعوبة طبيعة المنطقة فقد وقعت فيها عدة معارك واشتباكات.
كان 19 نوفمبر اليوم الأكثر دموية في تاريخ تقرت حيث القت السلطات الفرنسية القبض على حوالي 2500 مناضل تقرتي الذين أعدم بعضهم دون محاكمة. كما عرفت المدينة خلال هذه الفترة العديد من المظاهرات المناهضة للاحتلال والداعية لاستقلال الوطن ورفض سياسة الصحراء الفرنسية أهم هذه المظاهرات:
1. مظاهرات 7 مارس 1962 بتقرت
2. 13 مارس بالمنقر الطيبات.

في 19 مارس 1962 عرفت المنطقة وقفا للعمليات الفدائية وأطلق سراح المعتقليين من مراكز الاعتقال بتقرت المدينة وضواحيها وعاشت المدينة ومواطنيها فرحة استقلال الوطن في 5 جويلية 1962 بعد تضحيات جسام وقوافل من الشهداء.

## السكان
بلغ عدد سكان بلدية تقرت سنة 2025( بناءا على الحسابات من خلال معدل النمو 2% و عدد سكان سنة 2008 الذي بلغ حوالي 40 ألف نسمة) حوالي 56 ألف نسمة اما مدينة تقرت ففي 2025 بلغ عدد سكانها 203 ألف نسمة و بذلك تحتل المرتبة 4 كرابع أكبر مدينة صحراوية بعد كل من ورقلة ثم الوادي ثم بسكرة.

## العمران

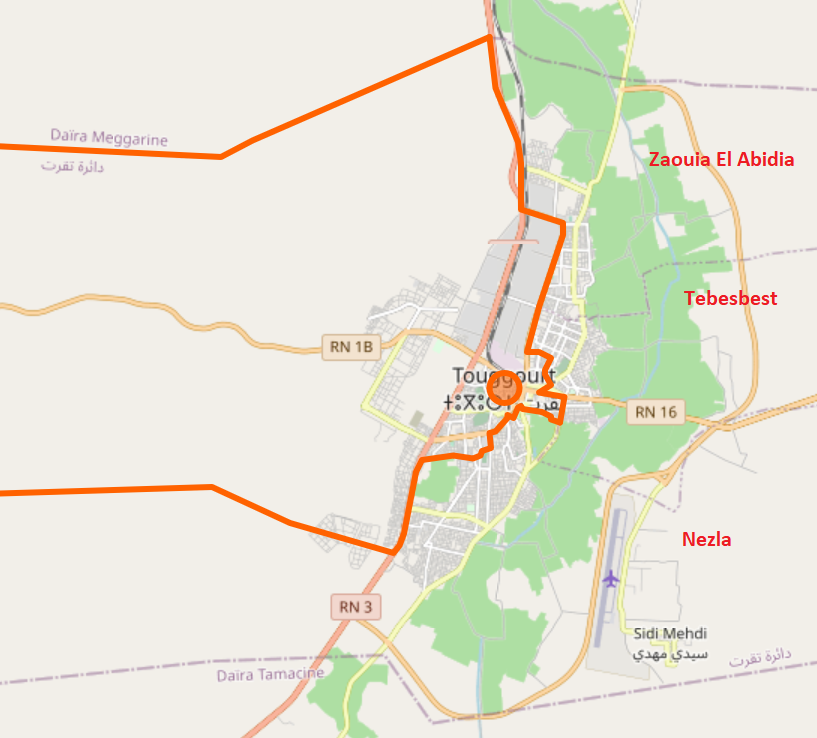
Agglomeration touggourt

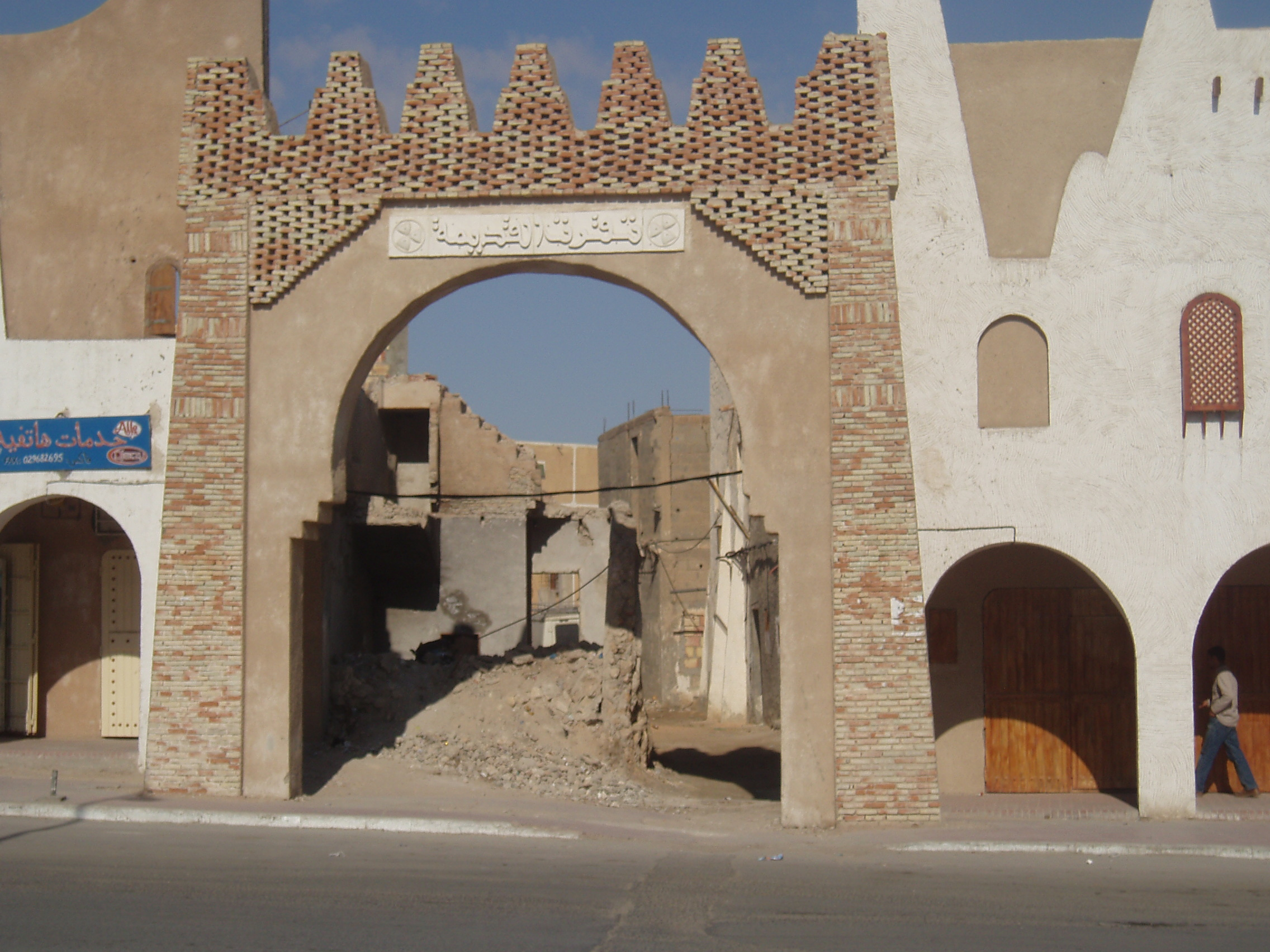
بوابة تقرت القديمة

## إقـتـصاد
موقعها الجغرافي شمال الصحراء بلغة الإرصاد الجوي وبوابةً لحقول البترول والغاز إنتاجاً وبحثاً، وإنتاجها الوفير من التمور، وكنقطة أخيرة في خط السكة الحديدية بالجهة الوسط الجنوبية، كل هذه العوامل تجعل من تقرت مركزاً العزلة وتنشيط إلخ

## معالم

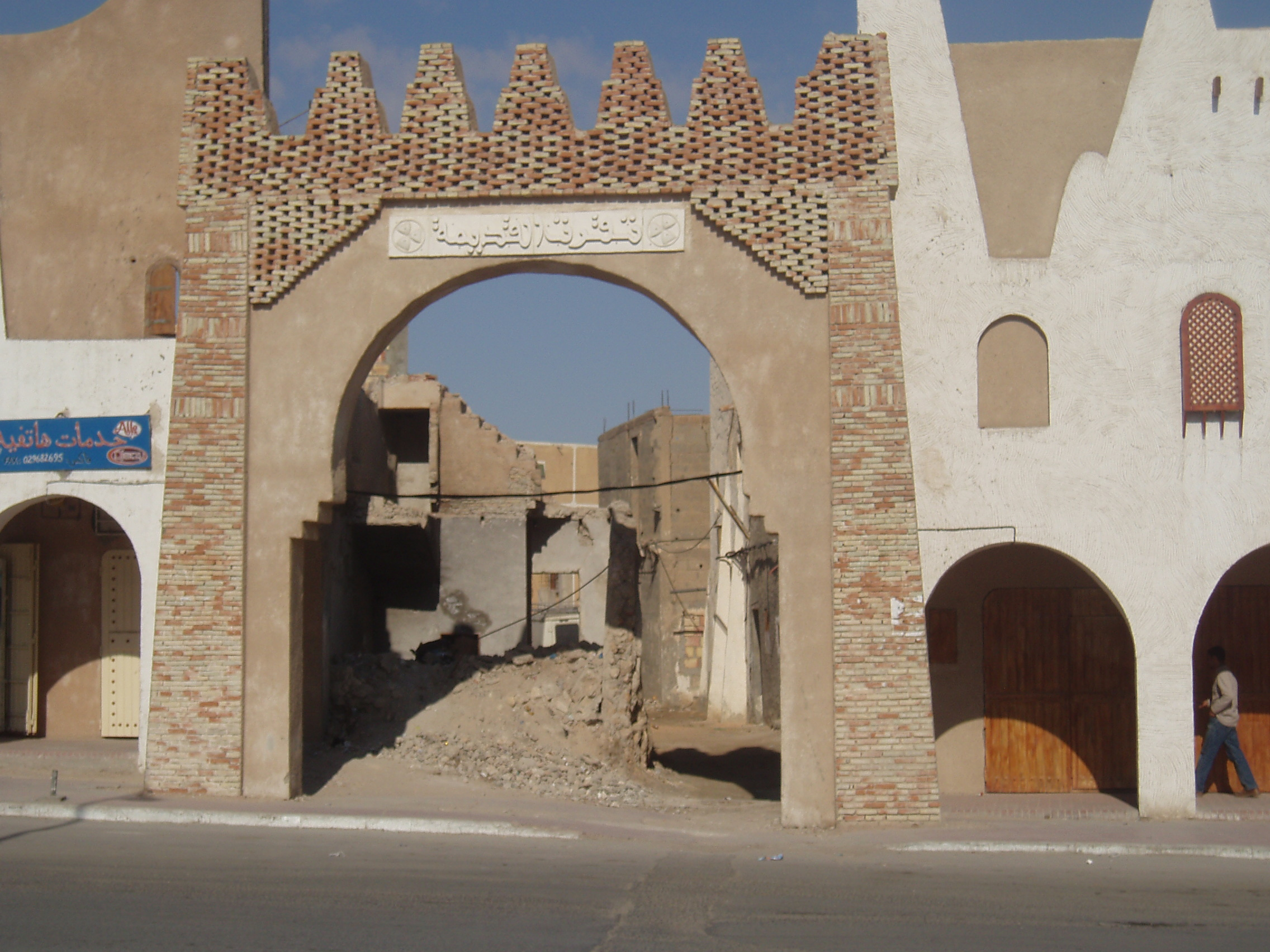
بوابة تقرت القديمة

## أعلامها
- محمد عبد القادر السائحي، (1 أكتوبر 1933) شاعر وكاتب قصصي.
- بوفاتح سبقاق - 07جانفي 1969 قاص روائي